# Август Шрайтмюлер
Август Шрайтмюлер (на немски: August Schreitmüller; * 2 октомври 1871 г. в Мюнхен; † 15 октомври 1958 г. в Дрезден; пълно име: Август Теодор Марквардт Шрайтмюлер) е немски скулптор.
Шрайтмюлер е роден в Мюнхен, син на скулптора Йоханес Даниел Шрайтмюлер. След като завършва гимназия в Дрезден и посещава Дрезденското училище за приложни изкуства, той учи в Мюнхенската художествена академия от 1892 до 1893 г. Сред учителите му е Сириус Еберле. Той се завръща в Дрезден през 1893 г. и продължава обучението си в Дрезденската художествена академия от 1893 до 1896 г. при Роберт Диц и Хайнрих Еплер.
Поради големия си артистичен талант той получава Златната плакета на Дрезденската художествена изложба през 1904 г., най-високото отличие на Дрезденската художествена академия. Той е подкрепян и от фондация „Торниаменти“. През 1907 г. е назначен за професор в Дрезденската художествена академия. През 1909 г. е съосновател на Дрезденската асоциация на художниците. Шрайтмюлер завършва множество поръчкови произведения за обществени пространства, но също така създава малки скулптури от бронз и мрамор, както и надгробни паметници и надгробни плочи.
По време на нацистката ера Шрайтмюлер е член на Камарата на изящните изкуства на Райха. Документирано е участието му в осем големи изложби през този период.
Поради въздушните бомбардировки над Дрезден през 1945 г. той губи апартамента си на Блуменщрасе 8 в Йоханщат, както и ателието си с много произведения на изкуството и дизайни. След 1945 г. се мести в апартамент в Дома на художниците Дрезден-Лошвиц (партер, студио M).

## Галерия
- Паметник „Часовой“ в Шпандау (1922)
- Военен паметник пред църквата „Мартин Лутер“ в Дрезден (1923 г.)
- „Момчето на рибаря“, Дрезденски технологичен университет (1954)
- Разпъване на кръст в мисията в Лайпциг (1913 г.)